# Namaquarachne khoikhoiana
Namaquarachne khoikhoiana is een spinnensoort uit de familie Phyxelididae. De soort komt voor in Zuid-Afrika.